# Mikoszki
Mikoszki is een plaats in het Poolse district  Kościański, woiwodschap Groot-Polen. De plaats maakt deel uit van de gemeente Kościan en telt 223 inwoners.